# 王郭真武庙
王郭真武庙，位于山西省太原市晋源区晋祠镇王郭村村东，在晋祠南2.5公里，供奉真武大帝，为王郭村的众多寺庙（真武庙、台骀庙、三官庙、老爷庙、明秀寺、观音堂）之一。太原市文物保护单位。

## 历史
王郭村真武庙系清乾隆三十七年（1772年）重修。该村原为北齐咸阳王斛律金所修城郭。道光、咸丰时均有重修。由于年久失修、战乱破坏，真武庙大部分建筑损毁，曾改为学校。2008年村民集资重修，8月竣工。

## 建筑
真武庙坐北朝南，前后二进院落，占地面积1310.7平方米。包括中轴线上的戏台、献亭、正殿，以及两侧的东、西配殿和耳殿。
戏台坐南朝北，面阔三间，卷棚歇山顶勾连搭硬山顶。
献亭四周无壁，以八根红色柱子支撑。
正殿为清代建筑，面阔三间，进深五椽，单檐硬山顶。硬山顶。殿内供奉真武大帝，周围立周公、桃花女、雷公电母塑像。

## 保护
2009年9月30日，王郭真武庙公布为太原市文物单位。2011年12月31日，王郭真武庙公布为第三批太原市重点文物保护单位。